# Batalha do Orontes
A batalha do Orontes foi travada em 15 de setembro de 994 entre o exército bizantino e seus aliados hamadânidas sob Miguel Burtzes contra as forças do vizir fatímida de Damasco, o general turco Manjutaquim. A batalha concluiu-se como uma vitória fatímida.

## Batalha e rescaldo
Nos anos 990, o Império Bizantino e o Califado Fatímida estava envolvidos em uma guerra na Síria, que também envolveu o Estado vassalo bizantino de Alepo, controlado pela dinastia hamadânida. Em 993/994, o governador fatímida de Damasco, o general Manjutaquim, sitiou Apameia e Burtzes, o duque de Antioquia, veio aliviá-la. Os exércitos encontraram-se através de dois vaus do rio Orontes próximo a cidade em 15 de setembro de 994.
Manjutaquim enviou suas forças para atacar os hamadânidas através de um dos vaus, enquanto estava imobilizando a força bizantina principal no outro. Seus homens conseguiram atravessar os hamadânidas, virar-se e atacar o exército bizantino pela retaguarda. Os bizantinos entraram em pânico e fugiram, perdendo cerca de 5 000 no processo. Essa derrota levou à intervenção direta do imperador bizantino Basílio II Bulgaróctono (r. 976–1025) e a demissão de Burtzes, que seria substituído em seu posto por Damião Dalasseno.